# (38161) 1999 JN74
1999 JN74 (asteroide 38161) é um asteroide da cintura principal. Possui uma excentricidade de 0.03455500 e uma inclinação de 6.46955º.
Este asteroide foi descoberto no dia 12 de maio de 1999 por LINEAR em Socorro.